# La vita è uno specchio
La vita è uno specchio è un singolo del gruppo musicale italiano GHOST, pubblicato il 25 ottobre 2010.
Prodotto da Carlo Avarello, ha conquistato il terzo posto nella graduatoria dei brani più scaricati da iTunes nella prima settimana di vendita, ha raggiunto la quinta posizione dei singoli più venduti in Italia e ha ottenuto il disco di platino.
I GHOST sono stati chiamati a ritirare il premio ai Wind Music Awards 2011. Il 22 luglio il singolo vince il Premio Lunezia menzione speciale.

## Tracce
Download digitale
1. La vita è uno specchio - 3:32

## Classifica italiana
| Posizione | 25 | 9 | 10 | 9 | 6 | 7 | 8 | 8 | 31 | 6 | 10 | 7 | 11 | 5 |